# Till Neu
Till Neu (* 1943 in Saarbrücken) ist ein deutscher Maler und Autor.

## Leben und Werk
Till Neu studierte von 1963 bis 1967 an der Werkkunstschule Saarbrücken bei Oskar Holweck, an der Kunstakademie in Kassel (Malerei bei Fritz Winter) und an der Universität des Saarlandes Kunstgeschichte, Germanistik und Philosophie.
Die Promotion erfolgte 1976 in Kunstgeschichte bei Wilhelm Messerer über 'Grundlagen der Gestaltung'. Von 1984 bis 2004 war er Professor an der Universität Frankfurt/M.
Neu war Mitglied der Werkstatt Koop und der daraus hervorgegangenen Koop Südwest mit der Galerie 22-24. In dieser Zeit gemeinsame Projekte und Veröffentlichungen mit Künstlern und Schriftstellern, beispielsweise "Fisematenten" (1973) und "DPA – Zeitmesser" (1975).
Bekannt wurde Till Neu Anfang der 1970er Jahre durch seine kleinen Tempera-Bilder (16 × 16 cm) mit alltäglichen, auch aktuell politischen Motiven (Frauen am Strand, eine Tasche auf einem Autositz, Städte- und Landschaftsbildern). Sie zeichnen sich, wie alle seine Arbeiten, durch eine intensive Farbigkeit und spielerisches Erzählen aus.
In diese Zeit fällt auch die Beschäftigung mit dem Siebdruck – die (billige) Vervielfältigungsmöglichkeit wird politisch begriffen, als Möglichkeit, Kunst in alle Schichten der Bevölkerung zu tragen. Es entstehen auch vierfarbige Serigraphien in Kleinformat – Multiplikate im Gegensatz zum Kunstmarkt der Unikate.
Eine Reise führte ihn 1976 erstmals in die Provence, wohin er immer wieder zurückkehren wird.
Die Ocker-Farben und die Landschaft der Provence, insbesondere der Mont Ventoux und die romanische Architektur werden Auslöser für viele Werke.
Zunächst war die Miniatur sein beliebtes Format, doch später wendet er sich dem Großformat zu. Zu nennen sind "bilder-orte" zu Berlin-Potsdam, die Bilder 'le bien' und 'le mal' (188 × 212 cm) oder 'altes welt-bild' (400 × 164 cm) aus dem Jahr 2013.
Angeregt durch den Text 'Briefe an einen toten Dichter' von Agnès Rouzier malt er 2017 'Sieben Bilder für Agnès Rouzier'.
In den Jahren 1997–2007 war Till Neu Mitglied im internationalen Kuratorium für die Braunekohle-Bergbau Rekultivierung in Bitterfeld.
Neben der künstlerischen Arbeit veröffentlichte er zahlreiche wissenschaftliche Publikationen zur Kunst und Kunstvermittlung.
Neu lebt und arbeitet in Saarbrücken und Villes-sur-Auzon im Département Vaucluse. Seit 2010 lädt er Künstler und Künstlerinnen unter dem Stichwort „Refuge“ (Refugium) zu Aufenthalten in sein Haus in der Provence ein.